# 佐竹健太
佐竹 健太（さたけ けんた、1978年10月23日 - ）は、福岡県出身の元プロ野球選手（投手）。

## 来歴・人物

### プロ入り前
広陵高校出身で3年夏は県大会4回戦で敗退した。卒業後は社会人野球のNKKに入団。1999年夏の都市対抗野球では三菱自動車水島の補強選手として出場し、ベスト4の成績をおさめた。社会人通算11勝4敗、防御率4.43。
同年のドラフト会議で広島東洋カープから5位指名を受け、入団。

### 広島時代
2000年、球速は最速137km/hだが、キレのあるストレートと抜いてくるカーブを投げ分ける技巧派左腕として活躍し、ルーキーながら22試合に登板してチームに貢献した。
2001年は左のワンポイントリリーフを志向して自らサイドスローに転向したが、一軍では2001年は1試合、2002年は6試合の登板にとどまり、2003年には初めて一軍登板なしに終わった。
2004年は、2月のキャンプ中盤に胸郭出口症候群で離脱したが、7月に2年ぶりの一軍復帰を果たした。また、肩やひじへの負担を軽減するためにサイドスローから従来のオーバースローに戻した。32試合に登板して防御率3.91の成績を残し、プロ初勝利を挙げた。
2005年は、プロ入り初の開幕一軍を果たすと、ほぼ一年間一軍に帯同し、自己最多の50試合に登板した。オリックス・バファローズに移籍した菊地原毅に代わる左のワンポイントとして重宝され、半分以上が1イニング未満の登板だった。しかし被打率は左打者のほうが悪く、四球も多かった。
2006年、6年間付けていた背番号36から13に変更した。32試合に登板し、チームで唯一3年連続30試合以上に登板した。マーティ・ブラウン新監督によって1イニング以上を任される起用法に変わり、プロ入り後初めてイニング数が登板試合数を上回った。10月28日の秋季キャンプで左ひじ痛を発症したが、前回の病気と同じく手術をしないことを決断した。
2007年は球速が上昇し、140キロ後半まで出るようになった。シーズン前半は二軍だったが、後半にワンポイントとして起用され、20試合に登板。しかし被打率は右打者に5割以上、左打者にも3割打たれた。

### 楽天時代
2008年7月18日、牧野塁とのトレードで東北楽天ゴールデンイーグルスに移籍。背番号は14。7月29日の対千葉ロッテマリーンズ戦で移籍後初登板。（2回1/3を1失点。）その後9月7日の北海道日本ハムファイターズ戦で先発の一場靖弘のあとを受け4回から7回までを無失点に抑えて、移籍後初勝利を挙げた。最終戦の対福岡ソフトバンクホークス戦では、松中信彦に投じた初球が併殺打となり、その裏にチームがサヨナラ勝ちしたために球団史上初の1球勝利（史上26人目）を達成した。その年の契約更改では、楽天選手初の保留者となった。
2009年は、チームの先発左腕が不足しているチーム事情により先発転向を目指し、オープン戦では先発で登板した。しかしシーズン中はワンポイント及びロングリリーフで起用された。
2010年は20試合、2011年は17試合、2012年は3試合にいずれもリリーフで登板したが、結果を残せず、10月2日に球団から戦力外通告を受けた。

### 引退後
2013年からは楽天の打撃投手を務める。
2017年より広島の打撃投手として9年振りに古巣復帰となった。2020年限りで退任。

## 選手としての特徴
140km/h台前半～中盤のストレートとカーブ、スライダー・スクリュー・シュートを投げる。

## 詳細情報

### 年度別投手成績
| 年 度      | 球 団      | 登 板 | 先 発 | 完 投 | 完 封 | 無 四 球 | 勝 利 | 敗 戦 | セ 丨 ブ | ホ 丨 ル ド | 勝 率 | 打 者 | 投 球 回 | 被 安 打 | 被 本 塁 打 | 与 四 球 | 敬 遠 | 与 死 球 | 奪 三 振 | 暴 投 | ボ 丨 ク | 失 点 | 自 責 点 | 防 御 率 | W H I P |
| ---------- | ---------- | ----- | ----- | ----- | ----- | -------- | ----- | ----- | -------- | ----------- | ----- | ----- | -------- | -------- | ----------- | -------- | ----- | -------- | -------- | ----- | -------- | ----- | -------- | -------- | ------- |
| 2000       | 広島       | 22    | 0     | 0     | 0     | 0        | 0     | 2     | 0        | --          | .000  | 92    | 19.2     | 22       | 2           | 11       | 2     | 1        | 17       | 0     | 0        | 12    | 12       | 5.49     | 1.68    |
| 2001       | 広島       | 1     | 0     | 0     | 0     | 0        | 0     | 0     | 0        | --          | ----  | 1     | 0.1      | 0        | 0           | 0        | 0     | 0        | 1        | 0     | 0        | 0     | 0        | 0.00     | 0.00    |
| 2002       | 広島       | 6     | 0     | 0     | 0     | 0        | 0     | 0     | 0        | --          | ----  | 25    | 5.0      | 7        | 1           | 3        | 0     | 0        | 7        | 1     | 0        | 4     | 3        | 5.40     | 2.00    |
| 2004       | 広島       | 32    | 0     | 0     | 0     | 0        | 1     | 1     | 0        | --          | .500  | 109   | 25.1     | 27       | 4           | 7        | 0     | 1        | 22       | 0     | 0        | 12    | 11       | 3.91     | 1.34    |
| 2005       | 広島       | 50    | 0     | 0     | 0     | 0        | 0     | 1     | 0        | 8           | .000  | 179   | 36.1     | 51       | 6           | 21       | 0     | 1        | 30       | 1     | 0        | 28    | 24       | 5.94     | 1.98    |
| 2006       | 広島       | 32    | 0     | 0     | 0     | 0        | 1     | 2     | 0        | 7           | .333  | 151   | 32.1     | 37       | 2           | 16       | 3     | 2        | 23       | 1     | 0        | 18    | 17       | 4.73     | 1.64    |
| 2007       | 広島       | 20    | 0     | 0     | 0     | 0        | 0     | 0     | 0        | 8           | ----  | 55    | 9.2      | 18       | 1           | 7        | 1     | 0        | 6        | 0     | 0        | 5     | 5        | 4.66     | 2.59    |
| 2008       | 楽天       | 24    | 0     | 0     | 0     | 0        | 2     | 0     | 0        | 4           | 1.000 | 83    | 21.0     | 15       | 0           | 9        | 1     | 1        | 22       | 2     | 0        | 6     | 5        | 2.14     | 1.14    |
| 2009       | 楽天       | 34    | 0     | 0     | 0     | 0        | 1     | 1     | 0        | 10          | .500  | 148   | 32.0     | 35       | 4           | 16       | 0     | 2        | 22       | 1     | 0        | 20    | 18       | 5.06     | 1.59    |
| 2010       | 楽天       | 20    | 0     | 0     | 0     | 0        | 0     | 1     | 0        | 0           | .000  | 95    | 21.2     | 24       | 1           | 6        | 0     | 1        | 20       | 2     | 0        | 13    | 11       | 4.57     | 1.39    |
| 2011       | 楽天       | 17    | 0     | 0     | 0     | 0        | 0     | 0     | 0        | 4           | ----  | 71    | 16.1     | 19       | 2           | 2        | 0     | 2        | 15       | 0     | 0        | 10    | 9        | 4.96     | 1.29    |
| 2012       | 楽天       | 3     | 0     | 0     | 0     | 0        | 0     | 0     | 0        | 0           | ----  | 23    | 4.0      | 8        | 3           | 2        | 0     | 0        | 1        | 0     | 0        | 8     | 7        | 15.75    | 2.50    |
| 通算：11年 | 通算：11年 | 261   | 0     | 0     | 0     | 0        | 5     | 8     | 0        | 41          | .385  | 1032  | 223.2    | 263      | 26          | 100      | 7     | 11       | 186      | 8     | 0        | 136   | 122      | 4.91     | 1.62    |

### 記録
初記録
- 初登板：2000年4月14日、対ヤクルトスワローズ1回戦（福岡ドーム）、9回裏に4番手で救援登板、1/3回無失点
- 初奪三振：同上、9回裏に稲葉篤紀から空振り三振
- 初勝利：2004年9月5日、対中日ドラゴンズ23回戦（広島市民球場）、9回表2死に4番手で救援登板・完了、1/3回無失点
- 初ホールド：2005年4月3日、対読売ジャイアンツ3回戦（東京ドーム）、6回裏1死に2番手で救援登板、1/3回を無失点

その他の記録
- 1球勝利投手：2008年10月7日、対福岡ソフトバンクホークス24回戦（クリネックススタジアム宮城）、12回表1死に松中信彦を二塁ゴロ併殺　※史上26人目

### 背番号
- 36 （2000年 - 2005年）
- 13 （2006年 - 2008年途中）
- 14 （2008年途中 - 2012年）
- 112 （2013年 - 2016年）
- 108 （2017年 - 2020年）

### 登場曲
- 『何度でも』 / DREAMS COME TRUE（2008年途中～）